# Elatostema pilosum
Elatostema pilosum är en nässelväxtart som beskrevs av Elmer Drew Merrill. Elatostema pilosum ingår i släktet Elatostema och familjen nässelväxter. Inga underarter finns listade i Catalogue of Life.